# Harald Totschnig
Harald Totschnig, né le 6 septembre 1974 à Kaltenbach dans le Tyrol en Autriche, est un coureur cycliste autrichien. Il est le frère de Georg Totschnig, vainqueur d'une étape arrivant à Ax 3 Domaines lors du Tour de France 2005.

## Biographie
Harald Totschnig naît le 6 septembre 1974 à Kaltenbach dans le Tyrol en Autriche.
Il est membre de l'équipe Elk Haus-Simplon à partir de 2004 jusque fin 2009. En 2010, il entre dans l'équipe Tirol qu'il quitte fin 2013.

## Palmarès
- 2004[1]
  - 3e du championnat d'Autriche de la montagne
- 2005
  - 3e du championnat d'Autriche de la montagne
- 2007
  - 2e du championnat d'Autriche de la montagne
- 2009
  - 3e du championnat d'Autriche de la montagne
- 2010
  - 2e du championnat d'Autriche sur route
- 2011
  - 2e de la Flèche du Sud
- 2013
  - 3e du championnat d'Autriche sur route

## Classements mondiaux
| Année           | 2006 | 2007 | 2008 | 2009 | 2010 | 2011 | 2012 | 2013 |
| --------------- | ---- | ---- | ---- | ---- | ---- | ---- | ---- | ---- |
| UCI Africa Tour |      |      | 84e  |      |      |      |      |      |
| UCI Asia Tour   |      |      |      |      | 175e |      |      |      |
| UCI Europe Tour | 723e | 819e |      |      | 334e | 306e | 860e | 624e |